# مايك غوسلينج
مايك غوسلينج (بالإنجليزية: Mike Gosling)‏ هو لاعب كرة قاعدة أمريكي، ولد في 23 سبتمبر 1980 في ماديسون في الولايات المتحدة.

## وصلات خارجية
- مايك غوسلينج على موقع دوري كرة القاعدة الرئيسي (الإنجليزية)
- مايك غوسلينج على موقعبيزبول رفرنس.كوم (الدوري الرئيسي) (الإنجليزية)